# Mazama temama
O veado-mateiro-centro-americano (Mazama temama) é uma espécie de cervídeo americano do gênero Mazama que ocorre desde o sul do México, até o noroeste da Colômbia, ocorrendo em toda a América Central. Foi tratado inicialmente como uma subespécie de Mazama americana, que ocorre na América do Sul, mas possui 50 cromossomos, enquanto que M. americana possui entre 68 e 70 cromossomos. Entretanto, uma descrição mais recente quantifica o cariótipo entre 48 e 54 cromossomos. É simpátrico com Mazama pandora. Provavelmente a espécie está ameaçada por conta do desmatamento e caça.